# Martín Roberto Mandra
Martín Mandra (Buenos Aires, 20 de desembre de 1975) és un futbolista argentí, que ocupa la posició de davanter.
Va començar la seua carrera a equips argentins com el Racing Club de Avellaneda, el Nueva Chicago o Ferro Carril Oeste. Posteriorment ha militat a equips espanyols (Rayo Vallecano, UD Melilla), grecs (Paniliakos), alemanys (Nuremberg), italians (Barletta) o equatorians (Deportivo Azogues o Deportivo Quito, tot guanyant la lliga equatoriana 2008 amb aquest darrer).